# 新宮茶
新宮茶（しんぐうちゃ）は、愛媛県四国中央市新宮町で完全無農薬有機農法によって栽培されている日本茶。
第55回農業コンクールで名誉賞、第2回国際銘茶品評会で金賞を受賞。
新宮村の特産品にする目的として1951年（昭和26年）に本格的な栽培を開始。静岡県からお茶の種や苗木を入手し、ブランド確立に向けて取り組み始めた。1955年（昭和30年）に村内初の茶園が完成。
さらに無農薬栽培にも着手し、1986年（昭和61年）に村内全戸で無農薬栽培を達成した。